# Lahnau
Lahnau é um município da Alemanha, situado no distrito de Lahn-Dill, no estado de Hesse. Tem 23,93 km² de área, e sua população em 2019 foi estimada em 8.244 habitantes.